# Pertheville-Ners
Pertheville-Ners település Franciaországban, Calvados megyében. Lakosainak száma 236 fő (2022. január 1.). Pertheville-Ners Beaumais, Crocy, Fourches, Fresné-la-Mère, La Hoguette és Vignats községekkel határos.

## Népesség
A település népességének változása:
| Lakosok száma | 191  | 197  | 188  | 235  | 249  | 246  | 245  | 240  | 238  | 236  |
|               | 1968 | 1982 | 1990 | 2006 | 2013 | 2015 | 2017 | 2019 | 2020 | 2022 |